# Wilfrid Kaptoum
Wilfrid Jaures Kaptoum (Douala, 7 de Julho de 1996), é um futebolista camaronês que atua como meio-campista. Atualmente, joga pelo AEK Larnaca.

## Carreira

### Samuel Eto'o Academy
Kaptoum começou a carreira no Samuel Eto'o Academy, um projeto social iniciado em 2006 pelo ex-futebolista e considerado um dos melhores jogadores da história de Camarões junto com Roger Milla, Samuel Eto'o, para revelar jovens talentos de seu país natal. Fez parte do time que derrotou o Borussia Dortmund na final por 2–0 em 2007 no torneio Alevín de Arona, despertando o interesse do Barcelona, que também estava disputando o torneio.

### Barcelona B
Após o destaque no torneio, Kaptoum foi levado pelo FC Barcelona em 2008, com 12 anos de idade. Em 2009, foi emprestado ao UE Sant Andreu, retornando ao Barcelona em 2011.  Fez parte do elenco que foi campeão da Liga Jovem da UEFA de 2013-14, ganhado sobre o Benfica B por 3–0. Foi promovido ao Barcelona B em junho de 2014, com 17 anos. Estreou profissionalmente no time B dia 23 de agosto de 2014, na derrota por 2–0 contra o Osasuna.
Marcou seu 1º gol como profissional no dia 19 de outubro, na vitória por  4–1 sobre o AD Alcorcón, no Camp Nou.

### Barcelona
Em 28 de outubro de 2015, fez sua estreia pelo time principal no empate sem gols contra CF Villanovense pela Copa del Rey. Kaptoum estreou na Liga dos Campeões da da UEFA dia 9 dezembro de 2015, no empate de  1–1 contra o Bayer Leverkusen.
Marcou seu primeiro gol com camisa Culé no dia 10 de fevereiro de 2016, na semifinal da Copa do Rey, também em um empate, 1–1 contra o Valencia. Esse gol foi no segundo tempo, marcado 2 minutos depois de ter entrado. Seu gol ajudou o Barcelona a atingir a marca de 29 jogos sem derrota, quebrando o recorde anterior de 28 vitórias do clube, que foi na temporada 2010–11 quando Guardiola ainda era o técnico do clube, e sendo esse seu 3 gol seguido em 11 dias, contando com os seus 2 marcados pelo time B.
Acabou sofrendo uma lesão no joelho que o fez ficar 5 meses sem jogar, só voltando em dezembro de 2017. Apesar de seu talento, não conseguiu se fixar entre os titulares do Barcelona, por recorrentes problemas físicos que sofria desde seu começo nas bases do clube. Com a lesão sofrida, não conseguiu participar da campanha que do Time B que conseguiu o acesso a segunda divisão. Jogou somente 14 jogos, marcando dois gols.
Entrou em um acordo para rescindir seu contrato amigavelmente com o Barcelona. Kaptoum sofreu uma lesão no joelho que o fez ficar cinco meses sem jogar. Retornou somente em dezembro de 2017.

### Betis
No dia 31 de janeiro de 2018, dois dias após deixar o Barcelona, Kaptoum assinou um contrato com o Real Betis e primeiramente, foi integrado ao time B. Fez sua estreia pelo time principal no dia 4 de outubro, entrando no lugar de Sergio León na vitória de 3–0 sobre o F91 Dudelange, pela Liga Europa da UEFA.
Kaptoum fez sua estréia na La Liga vestindo a camisa do Betis no dia 3 de fevereiro de 2019, jogando os 90 minutos da vitória sobre o Atlético de Madrid sobre 1–0. Dia 10 de janeiro de 2020, Kaptoum foi emprestado ao Almería para jogar na temporada 2020-21. Em 5 de outubro de 2020, Kaptoum anunciou sua saída do Betis.

### Almería
Sem espaço no Verdiblancos, em 9 de janeiro de 2020 foi anunciado seu empréstimo ao Almería com opção de compra e de recompra pelo Betis. Antes de ser emprestado ao Almería, teve seu contrato renovado com o Betis. Durante sua passagem no clube, sofreu com lesões e não conseguiu ter atuações consistentes.

### New England Revolution
O time estadunidense New England Revolution no dia 23 de dezembro de 2020 anunciou a contratação de Kaptoum, sem custos.
Fez sua estreia pelo New England no dia 17 de abril de 2021, entrando aos 83 minutos do 2.º tempo do empate de 2–2 com Chicago Fire, válido pela 1.a rodada da MLS. No jogo seguinte, foi titular na vitória por 2–0 sobre DC United, pela 2.a rodada da MLS. Fez seu primeiro gol pelo clube estadunidense em 16 de outubro de 2021, em mais um empate de 2–2 com o Chicago Fire. Também sagrou-se campeão da MLS Supporters Shield, um troféu anual que é dada a equipe de melhor campanha na temporada regular da MLS, tendo o clube conquistado-o pela primeira vez.

### Las Palmas
Após seu contrato com o New England encerrar-se, em 13 de janeiro de 2023 foi anunciado como novo reforço do Las Palmas,  assinando até o final da temporada com opção de renovação por mais dois anos. Em 1 de julho de 2023, foi anunciado que nao permaneceria no clube. Pelo clube espanhol, Kaptoum participou do acesso à La Liga de 2023–24 e disputou 10 partidas.

### AEK Lanarca
Em 6 julho de 2023, Kaptoum foi anunciado pelo clube cipriota AEK Larnaca por dois anos com opção de extensão por mais um.

## Seleção Camaronesa

### Camarões Sub-20
Disputou o Campeonato Africano Sub-20, após se destacar no Barcelona B. Jogou 8 jogos e marcou 2 gols.

### Camarões
Em 2019, foi convocado pelo técnico Clarence Seedorf para a disputa da Taça das Nações Africanas.

## Títulos

### Barcelona B
- Liga Jovem da UEFA: 2013–14

### Barcelona
- Copa do Rey: 2015–16

### New England Revolution
- MLS Supporters' Shield: 2021